# Coelichneumon sillemi
Coelichneumon sillemi là một loài tò vò trong họ Ichneumonidae.